# Comuna Uspenivka, Huleaipole
Uspenivka (în ucraineană Успенівка) este o comună în raionul Huleaipole, regiunea Zaporijjea, Ucraina, formată din satele Krasnohirske, Nove, Novouspenivske, Pavlivka, Prîvilne, Rîbne, Solodke și Uspenivka (reședința).

## Demografie
Componența lingvistică a comunei Uspenivka
     Ucraineană (96,09%)
     Rusă (2,64%)
     Alte limbi (0,48%)
Conform recensământului din 2001, majoritatea populației comunei Uspenivka era vorbitoare de ucraineană (96,09%), existând în minoritate și vorbitori de rusă (2,64%).